# گذشته دور
گذشته دور نام نمایش‌نامه‌ای از میشل ترمبلی است. 

## خلاصه نمایش‌نامه
ترمبلی در این نمایش‌نامه تک قسمتی مشاجره دو خواهر و مادر و برادرشان را درباره مردی که از یکی از این دو خواهر جدا شده و به دیگری پیوسته را نوشته است.
زمان مربوط به رویدادهایی که از زبان شخصیت‌ها نقل می‌شود زمان گذشته است و این مورد با عنوان نمایش‌نامه مطابقت دارد. آنچه شخصیت‌های نمایش نامه در زمان حال می‌گویند و انجام می‌دهند و حتی طرحی که برای آینده خود دارند همگی تحت تاثیر زمان گذشته است و گذشته بار موثرتری نسبت به زمان حال دارد.

## سبک ترمبلی در نمایش‌نامه گذشته دور
نمایش‌نامه «گذشته دور» نوشته ترمبلی متنی آمیخته با طنز است. تنها نوع نگارش مونترالی در متن نمایش‌نامه ظاهر کانادایی به آن داده است اما موضوعی که ترمبلی برای این نمایش‌نامه انتخاب کرده می‌تواند در هر جایی اتفاق بیفتد و محدود به شهر یا کشور خاصی نیست.

## منبع
- Le passé antérieur, Michel Tremblay, Leméac Editeur Inc., 2003, Ottawa